# Realizzabilità multipla
Concetto relativo alla fungibilità delle funzioni cognitive umane. Introdotto con il  funzionalismo.
In accordo con la realizzabilità multipla le funzioni cognitive umane sono realizzabili
internamente con tecniche e modalità differenti, come ad esempio, sistemi nervosi centrali, programmi per calcolatori, hardware elettronico riconfigurabile, reti neurali.